# Dioscorea araucana
Dioscorea araucana är en enhjärtbladig växtart som beskrevs av Rodolfo Amando Philippi. Dioscorea araucana ingår i släktet Dioscorea och familjen Dioscoreaceae. Inga underarter finns listade i Catalogue of Life.